# Långholmsbadet

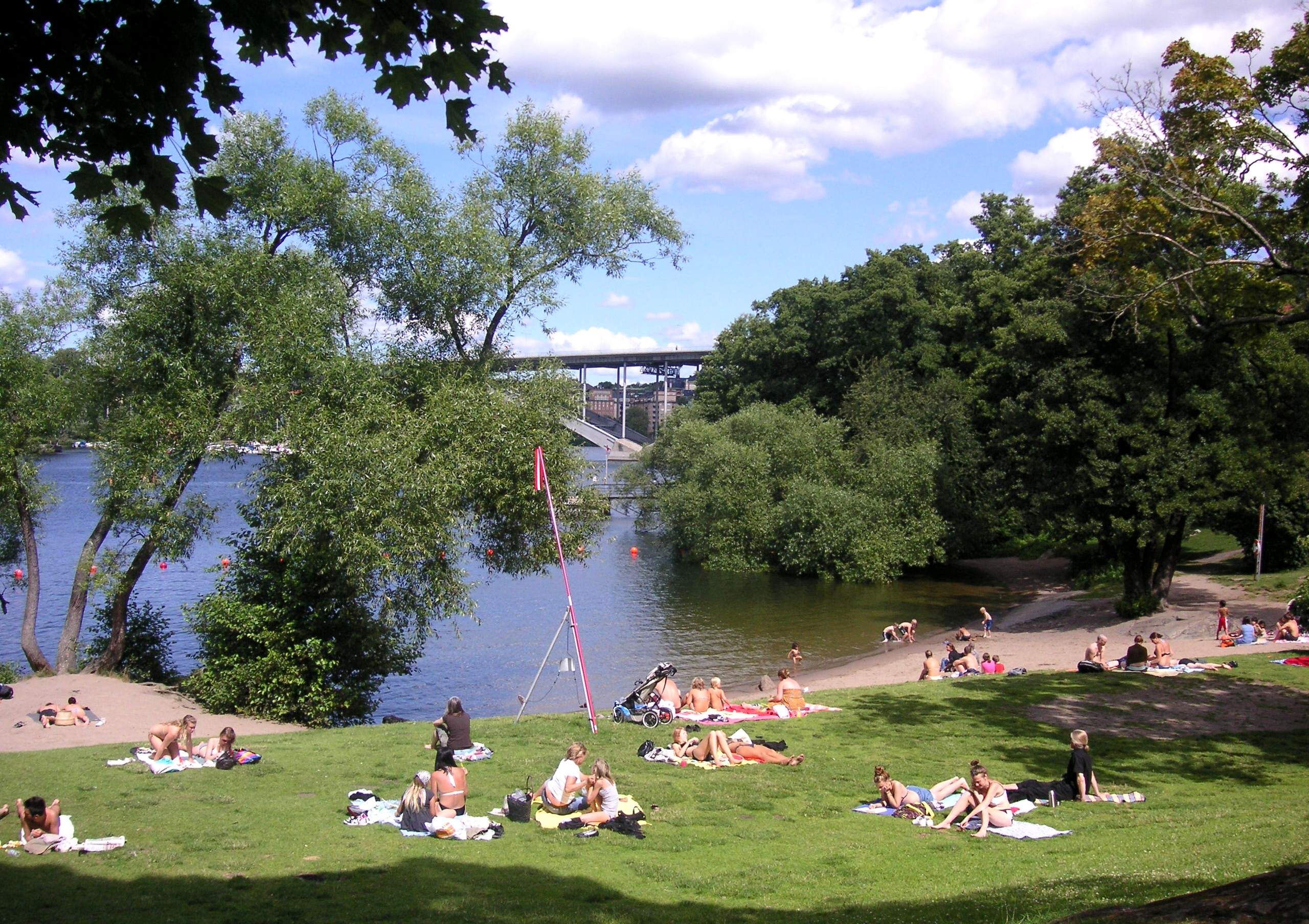
Långholmsbadet, sommaren 2008.

Långholmsbadet är ett strandbad på ön Långholmen i Stockholm. Det ligger på Långholmens norra sida vid Riddarfjärden nära Västerbron.
Långholmsbadet fick 1998 utmärkelsen Blå Flagg för bland annat hög vattenkvalitet och säkerhet. Det var då det enda badet i en europeisk huvudstad som fick den utmärkelsen. Mitt emot Långholmsbadet på andra sidan Riddarfjärden ligger Smedsuddsbadet. Vid Långholmens norra sida, öster om Västerbron finns Långholmens klippbad. 